# Далай-лама XI
Кхэдуп Гьяцо (тиб. མཁས་གྲུབ་རྒྱ་མཚོ་, 1 ноября 1838, Литанг  —  31 января 1856, Лхаса) — Далай-лама XI, тибетский религиозный и политический деятель. Третий из четырёх Далай-лам подряд, умерших до достижения 22-летнего возраста.  

## Биография
Он был признан одиннадцатым Далай-ламой в 1840 году в возрасте двух лет отроду. Он родился в том же посёлке, что и в 1708 году Кэлса́нг Гьяцо́, Далай-лама VII, то есть в Литанге (ныне Ганьцзы-Тибетский автономный округ китайской провинции Сычуань). В свою очередь Кэлсанг Гьяцо был признан перерождением Шестого Далай-ламы на основании стихотворения последнего, в котором Цаньян Гьяцо говорил, что вернётся в Литанг. 
В 1841 году седьмой Панчен-лама, Палден Тенпай Ньима, принял у него предварительные монашеские обеты и, совершив пострижение, дал ему имя Кхэдуп Гьяцо. 
25 мая 1842 года Кхэдуп Гьяцо был возведен на трон во дворце Потала, и в 1849 году, в возрасте одиннадцати лет, он принял обеты монаха-послушника от Седьмого Панчен-ламы . 
Хотя Кхэдуп Гьяцо был возведен на трон 1842 г., предполагалось, что полную власть и право руководства его правительством он получит с 1 марта 1855 года. Однако он умер менее чем через год, став третьим подряд Далай-ламой, который умер в столь юном возрасте, что не успел укрепить свою власть.
Кхэдуп Гьяцо написал книгу строф История обезьян и птиц (Bya sprel gyi gtam-rgyud). Это аллегория войны в конце XVIII века между тибетцами и гуркхами («птицы» и «обезьяны» соответственно). 
31 января 1856 года Кхэдуп Гьяцо скоропостижно скончался во дворце Потала в Лхасе.